# (2468) Repin
(2468) Repin (1969 TO1) – planetoida z pasa głównego asteroid okrążająca Słońce w ciągu 3,55 lat w średniej odległości 2,33 au. Odkryta 8 października 1969 roku.